# Brion (Saône-et-Loire)
Pour les articles homonymes, voir Brion.
Brion est une commune française située dans le département de Saône-et-Loire, en région Bourgogne-Franche-Comté.

## Géographie
C'est une commune rurale située à  9 km au sud d'Autun. Le Creusot : 29 km, Mesvres : 8 km, Étang-sur-Arroux : 7 km.
Bâti sur une importante voie de communication (voie romaine d'Autun à Feurs), à un carrefour de chemins franchissant à gué l’Arroux tout proche (gué de Chevannes, gué d'Ornez), Brion fut constamment habitée dès les premiers siècles de notre ère.
Brion ne rassemble que quelques maisons autour de l’église. La mairie et désormais l'ancienne école (actuellement la salle des fêtes) se trouvent à un kilomètre à l’est du bourg, en pleine campagne. Cette implantation est en fait une avancée en direction de la majeure partie de la population de la commune, qui réside dans les hameaux établis en bordure de la route d’Autun à Mesvres.

### Géologie et relief
Le point culminant de la commune est la montagne de Guenand, à l'altitude de 658 mètres (IGN). Celui-ci est matérialisé par une borne en pierre. Il est accessible depuis le hameau de Guenand, par de nombreux chemins forestiers.

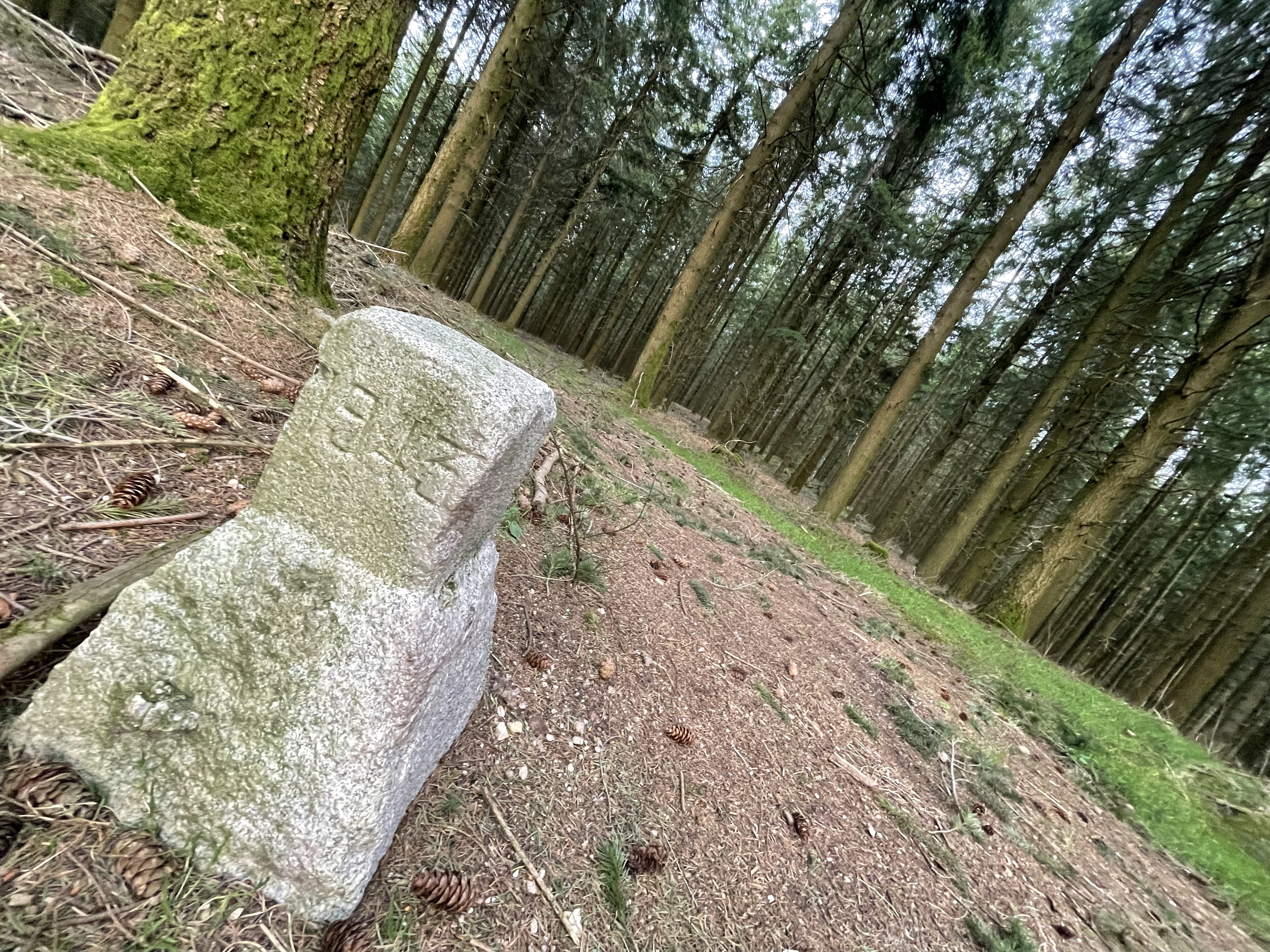
Borne IGN au sommet de la Montagne de Guenand (Brion, Saône-et-Loire).

### Hydrographie
L'Arroux (rivière de seconde catégorie) est le principal cours d'eau sur la commune. La Gourgeoise (rivière de première catégorie) traverse la commune après y avoir pris sa source, avant de se jeter dans l'Arroux à Laizy.

### Climat
Pour des articles plus généraux, voir Climat de la Bourgogne-Franche-Comté et Climat de Saône-et-Loire.
En 2010, le climat de la commune est de type climat océanique dégradé des plaines du Centre et du Nord, selon une étude du Centre national de la recherche scientifique s'appuyant sur une série de données couvrant la période 1971-2000. En 2020, Météo-France publie une typologie des climats de la France métropolitaine dans laquelle la commune est exposée à un climat océanique altéré et est dans la région climatique Lorraine, plateau de Langres, Morvan, caractérisée par un hiver rude (1,5 °C), des vents modérés et des brouillards fréquents en automne et hiver.
Pour la période 1971-2000, la température annuelle moyenne est de 10,6 °C, avec une amplitude thermique annuelle de 16,2 °C. Le cumul annuel moyen de précipitations est de 1 082 mm, avec 12,2 jours de précipitations en janvier et 8 jours en juillet. Pour la période 1991-2020, la température moyenne annuelle observée sur la station météorologique de Météo-France la plus proche, « Autun », sur la commune d'Autun à 7 km à vol d'oiseau, est de 10,7 °C et le cumul annuel moyen de précipitations est de 857,2 mm. 
La température maximale relevée sur cette station est de 40 °C, atteinte le 12 août 2003 ; la température minimale est de −18,3 °C, atteinte le 20 décembre 2009,,.
Les paramètres climatiques de la commune ont été estimés pour le milieu du siècle (2041-2070) selon différents scénarios d'émission de gaz à effet de serre à partir des nouvelles projections climatiques de référence DRIAS-2020. Ils sont consultables sur un site dédié publié par Météo-France en novembre 2022.

## Urbanisme

### Typologie
Au 1er janvier 2024, Brion est catégorisée commune rurale à habitat très dispersé, selon la nouvelle grille communale de densité à sept niveaux définie par l'Insee en 2022.
Elle est située hors unité urbaine. Par ailleurs la commune fait partie de l'aire d'attraction d'Autun, dont elle est une commune de la couronne,. Cette aire, qui regroupe 42 communes, est catégorisée dans les aires de moins de 50 000 habitants,.

### Occupation des sols
L'occupation des sols de la commune, telle qu'elle ressort de la base de données européenne d’occupation biophysique des sols Corine Land Cover (CLC), est marquée par l'importance des territoires agricoles (64,2 % en 2018), une proportion sensiblement équivalente à celle de 1990 (63,8 %). La répartition détaillée en 2018 est la suivante : prairies (49,2 %), forêts (33,6 %), zones agricoles hétérogènes (13,6 %), zones urbanisées (2,2 %), terres arables (1,3 %). L'évolution de l’occupation des sols de la commune et de ses infrastructures peut être observée sur les différentes représentations cartographiques du territoire : la carte de Cassini (XVIIIe siècle), la carte d'état-major (1820-1866) et les cartes ou photos aériennes de l'IGN pour la période actuelle (1950 à aujourd'hui).

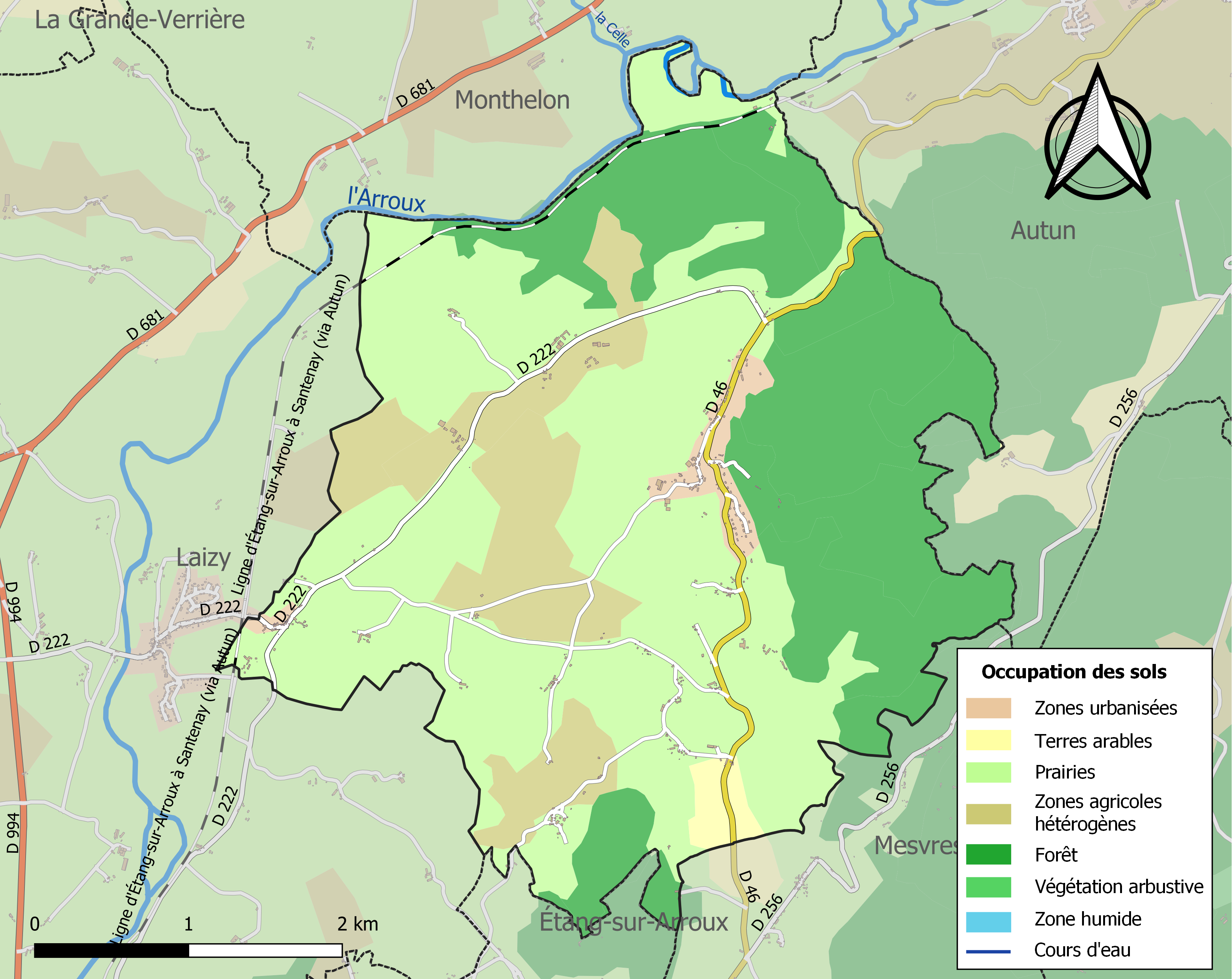
Carte des infrastructures et de l'occupation des sols de la commune en 2018 (CLC).

## Toponymie
L'origine du nom de Brion est incertaine, une dizaine de communes en France portant ce nom, ainsi que de nombreux hameaux, dont deux relativement proches, à Onlay et Grury. A noter que l'orthographe du nom était Bryon à l'époque médiévale.
Gérard Taverdet (noms de lieux de Bourgogne - S.-et-L., p. 19) pense que ce pourrait être une forme médiévale de brica, la bruyère. Celle-ci est abondamment présente sur les sommets de la commune, en allant vers Autun.

## Histoire
Le 1er janvier 2013, elle rejoint la communauté de communes de Beuvray - Val d'Arroux.
Le 1er janvier 2017, avec la mise en place du nouveau schéma départemental de coopération intercommunale, elle rejoint la communauté de communes du Grand Autunois Morvan.

## Politique et administration
| Période                                  | Période   | Identité           | Étiquette | Qualité                           |
| ---------------------------------------- | --------- | ------------------ | --------- | --------------------------------- |
| Les données manquantes sont à compléter. |           |                    |           |                                   |
| 1813                                     | 1841      | Jean Chatillon     |           |                                   |
| 1851                                     | 1851      | Claude Testard     |           |                                   |
| Les données manquantes sont à compléter. |           |                    |           |                                   |
| mars 1959                                | mars 2008 | Jacques Labonde    | UDF-PR    | Agriculteur, maire honoraire      |
| mars 2008                                | mai 2020  | André Bonnet       |           | Retraité, ancien adjoint au maire |
| mai 2020                                 | En cours  | François de Guélis |           | Agriculteur                       |

## Démographie
L'évolution du nombre d'habitants est connue à travers les recensements de la population effectués dans la commune depuis 1793. Pour les communes de moins de 10 000 habitants, une enquête de recensement portant sur toute la population est réalisée tous les cinq ans, les populations de référence des années intermédiaires étant quant à elles estimées par interpolation ou extrapolation. Pour la commune, le premier recensement exhaustif entrant dans le cadre du nouveau dispositif a été réalisé en 2008.

En 2022, la commune comptait 297 habitants, en évolution de −1,66 % par rapport à 2016 (Saône-et-Loire : −1,06 %, France hors Mayotte : +2,11 %).
| 1793 | 1800 | 1806 | 1821 | 1831 | 1836 | 1841 | 1846 | 1851 |
| ---- | ---- | ---- | ---- | ---- | ---- | ---- | ---- | ---- |
| 490  | 327  | 480  | 502  | 536  | 577  | 561  | 537  | 567  |

| 1856 | 1861 | 1866 | 1872 | 1876 | 1881 | 1886 | 1891 | 1896 |
| ---- | ---- | ---- | ---- | ---- | ---- | ---- | ---- | ---- |
| 588  | 585  | 568  | 634  | 632  | 644  | 621  | 612  | 606  |

| 1901 | 1906 | 1911 | 1921 | 1926 | 1931 | 1936 | 1946 | 1954 |
| ---- | ---- | ---- | ---- | ---- | ---- | ---- | ---- | ---- |
| 590  | 551  | 486  | 426  | 414  | 388  | 381  | 323  | 298  |

| 1962 | 1968 | 1975 | 1982 | 1990 | 1999 | 2006 | 2008 | 2013 |
| ---- | ---- | ---- | ---- | ---- | ---- | ---- | ---- | ---- |
| 310  | 273  | 263  | 310  | 359  | 372  | 349  | 343  | 315  |

| 2018 | 2022 | - | - | - | - | - | - | - |
| ---- | ---- | - | - | - | - | - | - | - |
| 295  | 297  | - | - | - | - | - | - | - |

## Culture locale et patrimoine

### Divers
La commune fait partie de l'association des Brion de France qui regroupe les communes dénommées Brion sur le territoire français.

### Lieux et monuments
- L'église paroissiale Saint-Pierre-aux-Liens (et presbytère). Église construite à partir du XIIe siècle, modifiée au XIIIe. Chœur roman, voûté d'ogives basses, larges arcades en plein cintre. En 1878, la nef fut agrandie et deux chapelles latérales édifiées. Clocher carré recouvert d'ardoises et terminé par une flèche à huit pans[20].
- Le château du Pignon blanc  : jolie demeure du XVIIIe siècle, qui a succédé à une maison forte médiévale, et dont l'allée est dans l'axe du Mont Beuvray ;
- Le château de Charmoy  : construction élégante du XVIe siècle, avec une tourelle ;
- La maison forte de Brion, jadis propriété du chancelier de Bourgogne Nicolas Rolin ;
- Le domaine des Moreaux ;
- Trois forteresses médiévales ont été identifiées sur la commune :
  - Le domaine de la Tour-Bricard, forteresse du XVe siècle, mentionnée pour la première fois en 1521[21]
  - Le domaine de la Tour du Chapitre, forteresse de type motte circulaire, mentionnée pour la première fois en 1312[22]
  - Le site des Arbres, situé sur le hameau éponyme, dont ne subsiste que la trace aérienne[23] d'une plate forme fossoyée médiévale. Celle-ci commandait le passage de l'Arroux, au niveau du gué de Chevannes, face à la butte de Chevannes sur la rive droite de la rivière[24].
- Plusieurs moulins et fontaines :
  - Fontaine Saint-Laurent : une chapelle dédiée à saint Laurent s'élevait autrefois au sommet du Mont Dru. Il n'en reste qu'un amas de pierres laissant deviner l'emplacement des murs. La ruine remonte au milieu du XIXe siècle. À cette chapelle était associée une source située à mi-pente, environ 450 mètres au nord de la chapelle, entre celle-ci et la maison dite « le Pavillon ». Elle présente un bassin, protégé vers le haut par un muret de pierres sèches. On venait en pèlerinage à la chapelle et à la fontaine, depuis le faubourg Talus d'Autun, aux jours de mai, plus pour danser et faire la fête que pour prier. On y rendait aussi la justice au nom de l'abbesse de Saint-Jean-le-Grand d'Autun, propriétaire des lieux. En 1547, un particulier fut condamné pour avoir vendu l'eau de la fontaine à ceux qui y venaient en pèlerinage. La voie romaine d'Autun à Feurs par Toulon-sur-Arroux longeait le pied sud du Mont Dru. Il semble que celui-ci ait été occupé à l'époque gallo-romaine. La légende y plaçait un « collège de druides ». En fait, il s'y trouvait un petit habitat, si l'on en juge par quelques tuiles et céramiques trouvées dans les terres du plateau sommital[25].
  - Fontaine Saint-Pierre : Elle est située le long du chemin de terre (GR 131) existant entre le bourg de Brion et la Tour du Chapitre, à 200 mètres de l'église de Brion, dont le titulaire est saint Pierre-ès-Liens. Il y a quelques années, on voyait encore son bassin, aujourd'hui recouvert de gravats et autres détritus liés par les ronces et les orties. En hiver, lorsque la végétation est rabattue, on aperçoit le linteau de la porte de la fontaine. Le reste de l'édicule est enterré. Jusqu'à la fin du XIXe siècle, on venait à la fontaine Saint-Pierre pour guérir de la fièvre ou obtenir la pluie. Dans ce dernier cas, le rituel consistait à tremper dans le bassin une pierre gravée d'une croix, qui était destinée à cet office. On offrait un sou ou un morceau de pain[25].
- Sept lavoirs :
  - Hauts de Trèts (hameau de Guenand)
  - La Levée
  - Corcelles
  - Montagny
  - La Longine
  - Bourg de Brion (à côté de la fontaine Saint-Pierre)
  - Charas.

### Personnalités liées à la commune

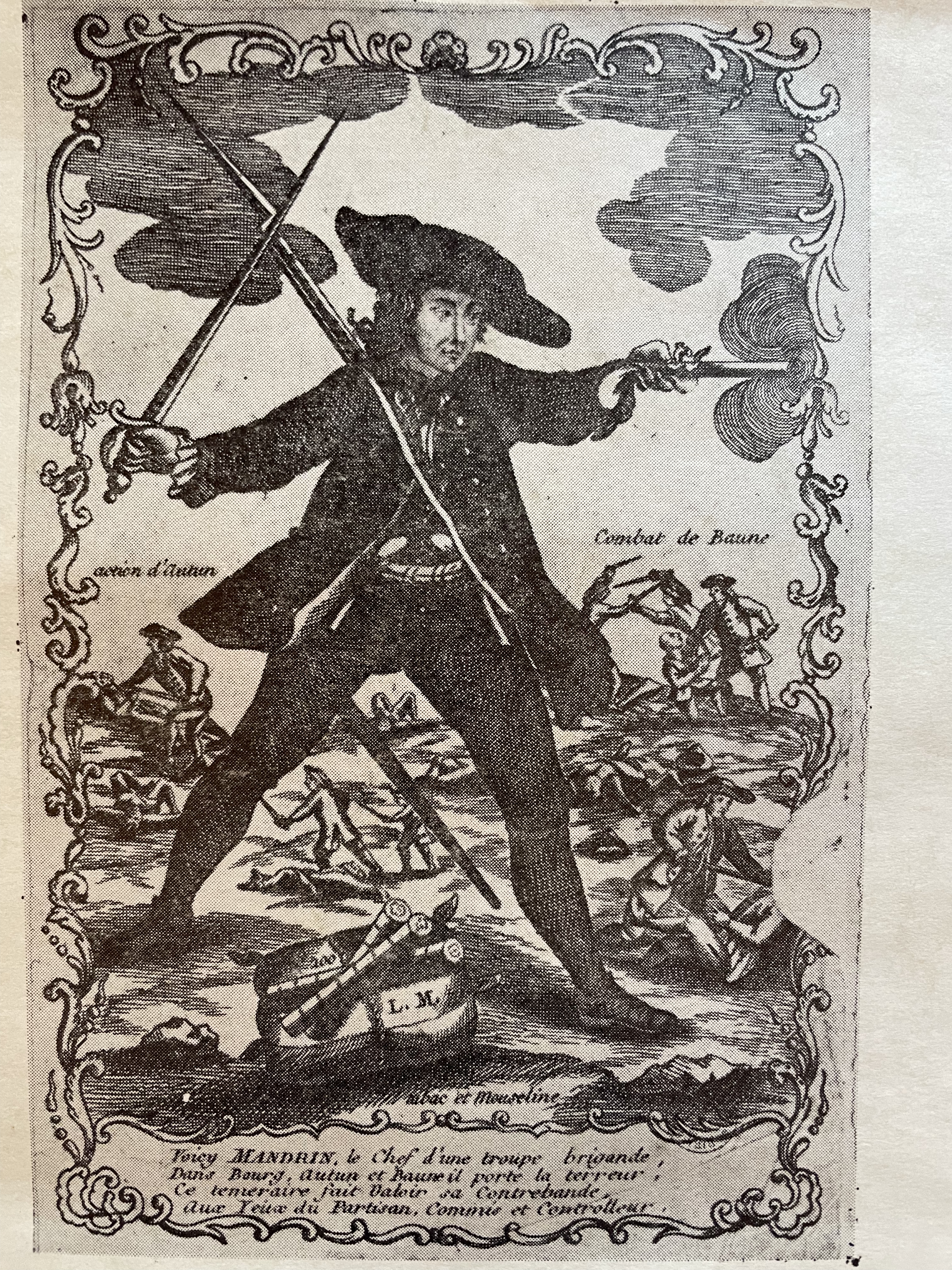
Gravure d'époque de Mandrin.

Louis Mandrin séjourna brièvement à Brion, dans le hameau de Guenand, lors de sa sixième campagne. Il s'y réfugia dans une ferme, toujours visible, durant la nuit du 19 au 20 décembre 1754, alors qu'il fuyait les troupes du roi. Un bar/restaurant dénommé le Relais de Mandrin y fut en activité jusqu'au XXe siècle.

### Chemins et itinéraires de randonnée
De nombreux itinéraires traversent la commune dont :
- GR131 : celui-ci traverse la commune, entre Laizy et Autun, passant à proximité du sommet de la montagne de Guenand
- Chemin d'Assise : le chemin de pèlerinage allant de Vézelay (France) à Assise (Italie) traverse la commune
- Chemins de randonnées de la commune : deux chemins de randonnées ont été créés et balisés fin 2022 par l'association BAL (Brion Amis des Lavoirs) pour faire découvrir le patrimoine de la commune (sept lavoirs ont été dénombrés et rénovés sur le territoire de la commune). Les deux circuits ont un départ commun situé sur le parking de la salle des fêtes/mairie.
  - Circuit bleu (11,2 km, niveau moyen, chemin et route) - Détails et circuit sur Strava
  - Circuit rouge (6,5 km, niveau facile, chemin et route) - Détails et circuit sur Strava

## Pour approfondir